# Прадель-ан-Валь
Праде́ль-ан-Валь (фр. Pradelles-en-Val) — колишній муніципалітет у Франції, у регіоні Окситанія, департамент Од. Населення — 204 осіб (2011).
Муніципалітет був розташований на відстані близько 640 км на південь від Парижа, 125 км на південний захід від Монпельє, 16 км на південний схід від Каркассонна.

## Історія
До 2015 року муніципалітет перебував у складі регіону Лангедок-Русійон. Від 1 січня 2016 року належав до нового об'єднаного регіону Окситанія.
1 січня 2019 року Прадель-ан-Валь і Монлор було об'єднано в новий муніципалітет Валь-де-Дань.

## Демографія
Динаміка населення (INSEE ):
Розподіл населення за віком та статтю (2006):
| Стать | Всього | До 15 років | 15-24 | 25-44 | 45-64 | 65-85 | Понад 85 |
| --- | ------ | ----------- | ----- | ----- | ----- | ----- | -------- |
| Чоловіки | 100    | 16          | 8     | 12    | 48    | 16    | 0        |
| Жінки | 80     | 16          | 0     | 20    | 32    | 12    | 0        |
| \| Статево-вікова піраміда \| Статево-вікова піраміда \| Статево-вікова піраміда \| \| ----------------------- \| ----------------------- \| ----------------------- \| \| Чоловіки \| Вік \| Жінки \| \| 0 \| 85 + \| 0 \| \| 4 \| 80-84 \| 0 \| \| 4 \| 75-79 \| 8 \| \| 0 \| 70-74 \| 4 \| \| 8 \| 65-69 \| 0 \| \| 0 \| 60-64 \| 0 \| \| 12 \| 55-59 \| 16 \| \| 20 \| 50-54 \| 4 \| \| 16 \| 45-49 \| 12 \| \| 4 \| 40-44 \| 12 \| \| 0 \| 35-39 \| 4 \| \| 4 \| 30-34 \| 4 \| \| 4 \| 25-29 \| 0 \| \| 0 \| 20-24 \| 0 \| \| 8 \| 15-20 \| 0 \| \| 8 \| 10-14 \| 0 \| \| 4 \| 5-9 \| 8 \| \| 4 \| 0-4 \| 8 \| |        |             |       |       |       |       |          |
| Статево-вікова піраміда |        |             |       |       |       |       |          |
| Чоловіки | Вік    | Жінки       |       |       |       |       |          |
| 0 | 85 +   | 0           |       |       |       |       |          |
| 4 | 80-84  | 0           |       |       |       |       |          |
| 4 | 75-79  | 8           |       |       |       |       |          |
| 0 | 70-74  | 4           |       |       |       |       |          |
| 8 | 65-69  | 0           |       |       |       |       |          |
| 0 | 60-64  | 0           |       |       |       |       |          |
| 12 | 55-59  | 16          |       |       |       |       |          |
| 20 | 50-54  | 4           |       |       |       |       |          |
| 16 | 45-49  | 12          |       |       |       |       |          |
| 4 | 40-44  | 12          |       |       |       |       |          |
| 0 | 35-39  | 4           |       |       |       |       |          |
| 4 | 30-34  | 4           |       |       |       |       |          |
| 4 | 25-29  | 0           |       |       |       |       |          |
| 0 | 20-24  | 0           |       |       |       |       |          |
| 8 | 15-20  | 0           |       |       |       |       |          |
| 8 | 10-14  | 0           |       |       |       |       |          |
| 4 | 5-9    | 8           |       |       |       |       |          |
| 4 | 0-4    | 8           |       |       |       |       |          |

## Економіка
2010 року серед 118 осіб працездатного віку (15—64 років) 77 були активними, 41 — неактивною (показник активності 65,3%, у 1999 році було 72,0%). З 77 активних мешканців працювало 66 осіб (40 чоловіків та 26 жінок), безробітними було 11 (7 чоловіків та 4 жінки). Серед 41 неактивної 8 осіб було учнями чи студентами, 19 — пенсіонерами, 14 були неактивними з інших причин.

У 2010 році в муніципалітеті числилось 88 оподаткованих домогосподарств, у яких проживали 189,5 особи, медіана доходів виносила 13 584 євро на одного особоспоживача